# Franz Adam Karrer
Franz Adam Karrer, född 1672, död 1741 i Paris, var en schweizisk officer.
Karrer var brigadör i fransk tjänst, grundare och förste innehavare av Schweizerregementet de Karrer. Gift med Jeanne Marguerite de Voile, dotter till en landsfogde i Elsass. Riddare av den franska Sankt Ludvigsorden 1709.

## Militär karriär
Karrer blev 1686 kadett vid ett frikompani i fransk tjänst, fänrik 1691 vid schweizerregementet von Salis-Soglio i fransk tjänst, löjtnant 1693, kaptenlöjtnant 1698, halvkompanichef 1703, halvkompaniinnehavare 1709, grenadjärkapten 1710. Karrer ingick 1719 en kapitulation med det franska marinministeriet om uppställning av ett friregemente för tjänst i de franska kolonierna. Han blev 1720 överste och 1734 brigadör. Överlämnade 1736 regementsinnehavet till sin son Ludwig Ignaz Karrer.